# Wikitexto

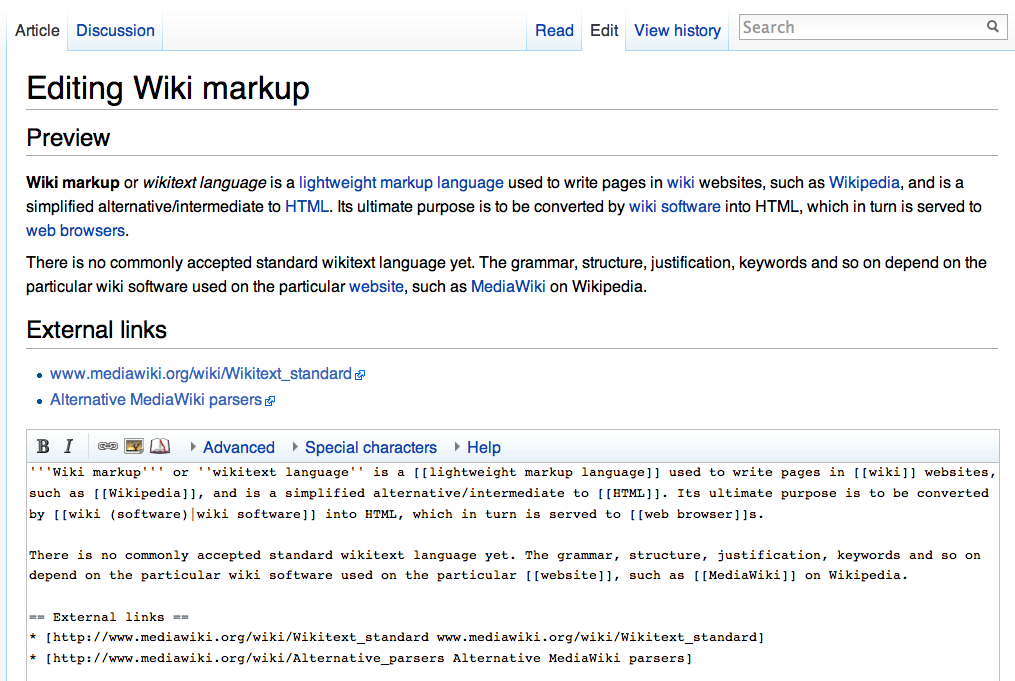
Wikitexto usado en Wikipedia, en la parte de abajo de la imagen y su previsualización en la parte superior de la misma.

Un wikitexto es un texto elaborado mediante un lenguaje de marcado especial para la creación de páginas wikis (como puede ser MediaWiki), en servidores que tengan instalado algún software para wikis
El lenguaje de marcado para wikis se denomina lenguaje de marcado wiki (wiki markup language en inglés) o lenguaje wikitexto y no existe un estándar que defina su sintaxis, sus características y su estructura, como la tiene el lenguaje HTML. Por el contrario, depende del software wiki utilizado.
En algunos programas wikis se acepta el uso de algunas marcaciones de HTML o de otros lenguajes de marcado. Esto también depende de las restricciones del propio sitio, que permiten o no ciertas marcaciones.

## MediaWiki y Wikipedia
Entre los lenguajes wikitexto está MediaWiki, en el que las marcaciones se logran a partir de una sintaxis sencilla.

## Sintaxis
El wikitexto es el código empleado para editar cualquier tipo de artículo de un proyecto Wiki, como puede ser Wikipedia. Está basado en el formato HTML, pero posee una capa de abstracción mayor, al poder aplicarse plantillas definidas propiamente como artículos.
| Formato                                   | Significado                                                                                          |
| ==Nivel 1==                               | Cabecera de primer nivel                                                                             |
| ===Nivel 2===                             | Cabecera de segundo nivel                                                                            |
| ====Nivel 3====                           | Cabecera de tercer nivel                                                                             |
| ''cursiva''                               | cursiva                                                                                              |
| '''negrita'''                             | negrita                                                                                              |
| *Entrada                                  | *Líneas en listas no numeradas                                                                       |
| #Entrada                                  | #Listas enumeradas                                                                                   |
| -                                         | Línea horizontal                                                                                     |
| [[Título de nueva página]]                | Enlace interno                                                                                       |
| [[Título \| Otro texto para el título]]   | Enlace interno con texto alternativo                                                                 |
| http://www.ejemplo.com                    | Enlace externo (automáticamente se convierte en un enlace)                                           |
| [http://www.ejemplo.com/ www.ejemplo.com] | Enlace externo con texto alternativo                                                                 |
| [[Imagen:fichero.jpg]]                    | Inserta una imagen en la página                                                                      |
| [[Imagen:fichero.jpg\|thumb]]             | Inserta un thumbnail en la página                                                                    |
| {{Nombre}}                                | Integra dinámicamente el contenido de la página "Plantilla:Nombre"                                   |
| {{subst:Nombre}}                          | Reemplaza el contenido de "Plantilla:Nombre" cuando almacena la página                               |
| {{:Nombre}}                               | Integra dinámicamente el contenido de la página "Nombre"                                             |
| ~~~                                       | Crea una firma para el registro de usuario, esto es un enlace Wiki a una página personal del usuario |
| ~~~~                                      | Firma con la marca temporal                                                                          |